# Catasema vulpina
Catasema vulpina là một loài bướm đêm trong họ Noctuidae.